# Peeter Kreitzberg

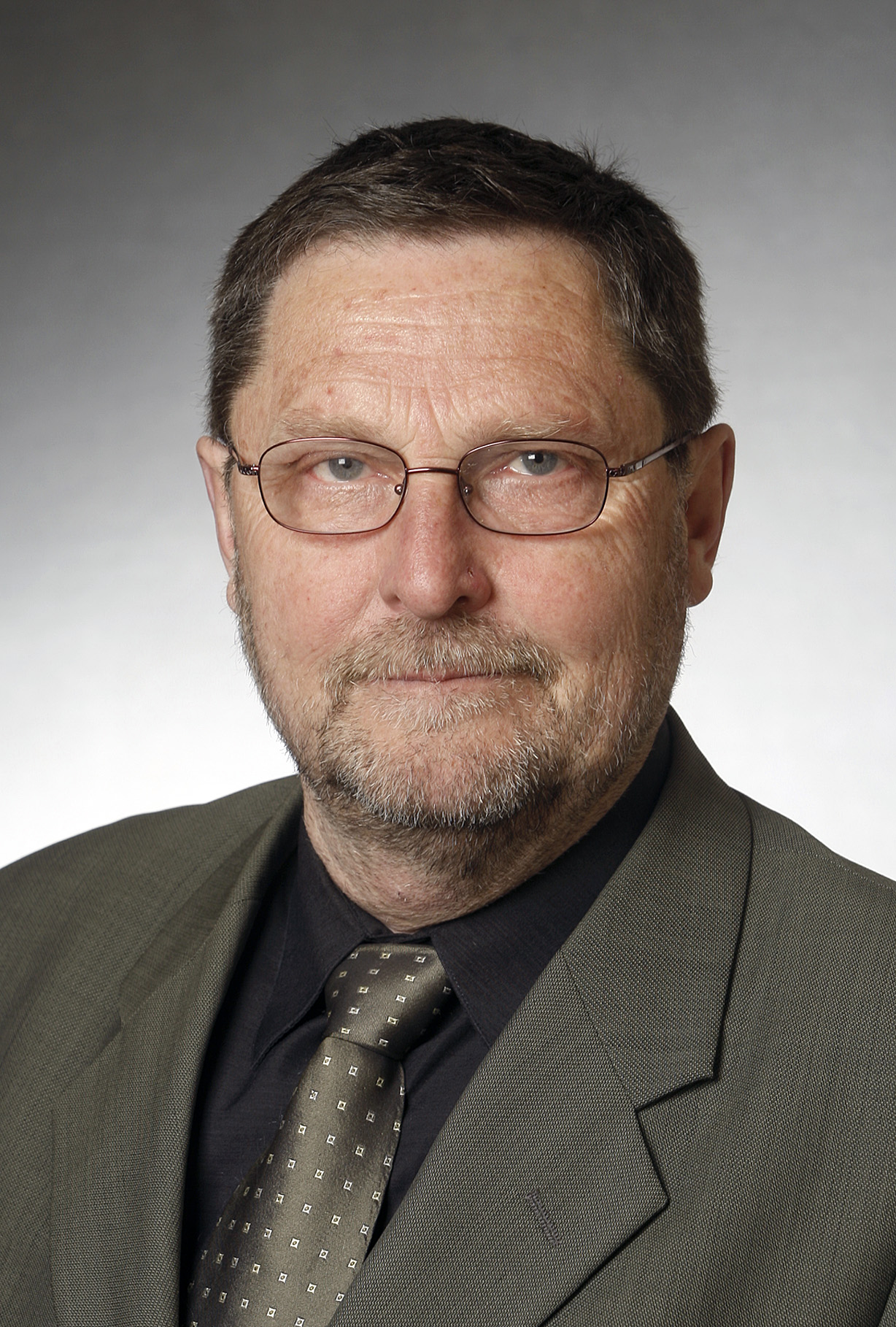
Peeter Kreitzberg (2011)

Peeter Kreitzberg (* 14. Dezember 1948 in Pärnu; † 3. November 2011 in Peking) war ein estnischer Pädagoge und Politiker. 1995 war Kreitzberg Kultur- und Bildungsminister der Republik Estland.

## Pädagogik
Peeter Kreitzberg schloss 1967 die Schule in Rakvere ab. 1972 machte er sein Examen im Fach Mathematik an der Staatlichen Universität Tartu. 1978 schloss er in Leningrad seine Aspirantur als Kandidat im Fach Pädagogik ab. Von 1988 bis 1992 promovierte er an der Universität Tartu. 1993 machte er seinen Dr. phil. an der Universität im schwedischen Lund. Von 1977 bis zu seinem Tod lehrte Kreitzberg an den Universitäten Tartu und Tallinn, ab 1997 mit dem Titel eines Professors.

## Politik
Nach Wiedererlangung der estnischen Unabhängigkeit engagierte sich Kreitzberg auch politisch. Von 1994 bis 2004 gehörte er der Zentrumspartei (Keskerakond) an. 2005 trat er zu den estnischen Sozialdemokraten über.
Von April bis November 1995 war Peeter Kreitzberg Kultur- und Bildungsminister in der Koalitionsregierung unter Ministerpräsident Tiit Vähi. Von 1996 bis 1999 bekleidete er das Amt des stellvertretenden Bürgermeisters der estnischen Hauptstadt Tallinn. Von 1999 bis 2011 war Kreitzberg Abgeordneter des estnischen Parlaments (Riigikogu). Von 2001 bis 2005 war Kreitzberg stellvertretender Parlamentspräsident. Für die Zentrumspartei kandidierte er vergeblich bei der Wahl des Staatspräsidenten 2001.

## Persönliches
Peeter Kreitzberg verstarb im November 2011 auf einer Parlamentarierreise in die Volksrepublik China im Alter von 62 Jahren. Er hatte zwei Töchter und einen Sohn.